# 天頂望遠鏡

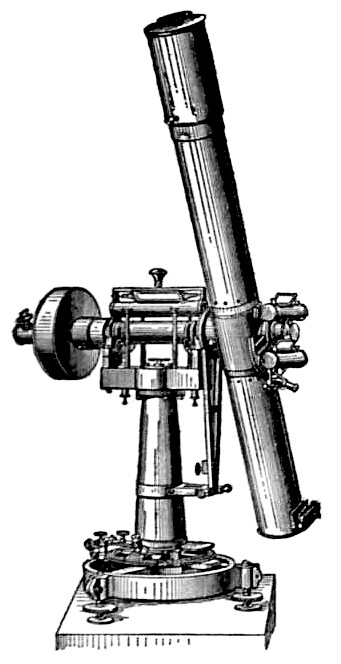
天頂望遠鏡

天頂望遠鏡（てんちょうぼうえんきょう）とは天頂に向けて固定された反射鏡またはレンズを持つ望遠鏡である。移動式や固定式がある。
高精度天頂望遠鏡はおよそ1980年代初頭まで北天の極軸に向けて固定された物が使用された。電波天文学の分野ではクエーサーの観測に同様の地軸方向に固定された物が使用された。
現在では大天頂望遠鏡が使用されている。